# Каленик (област Видин)
Вижте пояснителната страница за други значения на Каленик.
Каленѝк е село в Северозападна България. То се намира в община Видин, област Видин.

## География
Селото е отдалечено на 17 километра от Видин, в западна посока. До 2001 година беше в пределите на община Кула, но вече е под опеката на община Видин. Най-близките села, до които се намира, са Дружба и Тополовец. Инфраструктурата на селото е сравнително добра. Има връзка с Видин посредством автобусна линия номер 17. Повечето от жителите ползват домашен телефон. В селото преобладаващата част от населението са власи и говорят влашки език. Средната възраст на жителите е над 50 години. Занимават се със земеделие и животновъдство. Практика е няколко домакинства да си направят стадо и да се редуват с пашата на козите и овцете.

## История
По време на колективизацията в селото е създадено Трудово кооперативно земеделско стопанство „Сталин“ по името на съветския диктатор Йосиф Сталин. През зимата на 1950 – 1951 година, по време на довелата до Кулските събития насилствена кампания за „масовизация“ на колективизацията, жители на Каленик са изпращани на принудителна работа в кариери край селото. През този период селяните неколкократно масово се укриват в горите, за да избегнат „групите за натиск“, провеждащи колективизацията. По време на Кулските събития през март 1951 година ТКЗС-то е разтурено, но властите скоро го възстановяват принудително. През този период 17 семейства (81 души) от селото са принудително изселени от комунистическия режим. През 1928 година в селото е основано и читалище, което продължава своята културно-просветна дейност и до днес!

## Население
Преброяване на населението през 2011 г.
Численост и дял на етническите групи според преброяването на населението през 2011 г.:
|                     | Численост | Дял (в %) |
| Общо                | 285       | 100,00    |
| Българи             | 273       | 95,78     |
| Турци               | 0         | 0,00      |
| Цигани              | 0         | 0,00      |
| Други               | 0         | 0,00      |
| Не се самоопределят | 0         | 0,00      |
| Неотговорили        | 5         | 1,75      |

## Редовни събития
В село Каленик всяка година в най-близката събота и неделя до 24 май се провежда събор. Всички жители с нетърпение очакват този ден, защото тогава се събират с близки и роднини, идват гости и всички си изкарват чудесно. Традиция е на събора да има музика на живо. Събитието се провежда на селския площад и трае до късна вечер.